# Centre de formation de l'En avant Guingamp
 (septembre 2012).
Le centre de formation d'En avant Guingamp est basé à Pabu.
Il y forme des jeunes footballeurs dans le but de les faire passer professionnels sous les couleurs d'En avant Guingamp.

## Historique des directeurs
| Nom               | Période     | Nationalité |
| ----------------- | ----------- | ----------- |
| Yvon Schmitt      | 1996 - 2006 | France      |
| Lionel Rouxel     | 2006 - 2014 | France      |
| Hervé Guégan      | 2014 - 2016 | France      |
| Christophe Dessy  | 2016 - 2018 | Belgique    |
| Vincent Rautureau | 2018 -      | France      |

## Historique des joueurs internationaux
|                          | Nationalité   | Sélection |
| ------------------------ | ------------- | --------- |
| Nakibou Aboubakari       | Comores       | A         |
| Rachid Alioui            | Maroc         | A         |
| Ludovic Blas             | France        | U-19      |
| Kemal Bourhani           | Comores       | A         |
| Marcus Coco              | France        | Espoirs   |
| Benjamin Fouyer          | Côte d'Ivoire | A         |
| Auriol Guillaume         | Guadeloupe    | A         |
| Yassine El-Kharroubi     | Maroc         | Olympique |
| Jugurtha Hamroun         | Algérie       | Olympique |
| Giannelli Imbula         | France        | Espoirs   |
| Jonathan Joseph-Augustin | France        | U-20      |
| Anthony Knockaert        | France        | Espoirs   |
| Bakary Koné              | Burkina Faso  | A         |
| Laurent Koscielny        | France        | A         |
| Claude Michel            | France        | Militaire |
| Mamadou Samassa          | Mali          | A         |
| Baïssama Sankoh          | Guinée        | A         |
| Richard Soumah           | Guinée        | A         |
| Farid Talhaoui           | Maroc         | Olympique |
| Philippe Tibeuf          | France        | A         |

## Ouverture d'un nouveau centre de formation
En avril 2015, le club a lancé le chantier d'un nouveau centre de formation sur la commune de Pabu, au nord de Guingamp, le stade Rémi Fouyer, en hommage à son illustre fils, buteur franco ivoirien de Crissouet. L'objectif est de regrouper toutes les structures sportives du club, hors section professionnelle, dans un même lieu. Sur onze hectares, En avant Guingamp aménage quatre terrains (deux en pelouse naturelle, deux en pelouse synthétique), un bâtiment administratif et sportif de 1 000 m2 et une tribune de 300 places. Les terrains doivent être opérationnels pour septembre 2015 et l'ensemble de la structure pour septembre 2016 .